# Kostel svatého Jana Křtitele (Týnec nad Labem)
Kostel svatého Jana Křtitele v Týnci nad Labem je pozdně barokní stavba ze začátku 80. let 18. století. Jedná se o farní kostel farnosti Týnec nad Labem v kutnohorsko-poděbradském vikariátu královéhradecké diecéze. Kostel je spolu s farou chráněn jako kulturní památka České republiky.

## Historie
Původní týnecký kostel byl gotický a náležel do majetku cisterciáků ze Sedlce u Kutné Hory. Při kostele existovala cisterciácká rezidence. V roce 1780 byl však tento původní kostel zbořen. Již 24. dubna téhož roku pak byl položen základní kámen k novostavbě kostela v pozdně barokním slohu. Dále byl kostel upravován v roce 1834 poté, co byl poškozen požárem. Tehdy byly také zničeny dva renesanční zvony v kostelní věži, přenesené z původního kostela. Další opravy a úpravy proběhly v letech 1836 a 1905. V letech 2007-2008 proběhla rozsáhlá oprava fasád na kostele.

## Stavební podoba
Kostel je poměrně jednoduchá jednolodní stavba s neodsazeným presbytářem. Za presbytářem se v ose stavby nachází sakristie. V ose vstupního průčelí je věž s jednoduchou střechou. Při severní zdi kostela je z vnější strany vstup do hrobky Michaela von Melase, která zasahuje pod kostel.
Kostelní loď je sklenuta dvěma českými plackami. Součástí areálu kostela je rovněž fara s hospodářskými budovami. Fara je patrová jednotraktová budova ze smíšeného zdiva (kámen, cihla), orientovaná kratším průčelím do Náměstí Komenského.

## Zařízení kostela
Zařízení kostela je převážně novorenesanční z 19. století, s výjimkou dvojice bočních oltářů z roku 1720, které byly do kostela přeneseny v roce 1786 ze zrušeného sedleckého opatství. Z původního gotického kostela je dochována renesanční křtitelnice z roku 1630. Nástropní fresky s výjevy ze života svatého Jana Křtitele namaloval v roce 1781 jezuitský malíř Josef Kramolín.